# Прухенсько-Дуже
Прухенсько-Дуже (пол. Prucheńsko Duże) — село в Польщі, у гміні Мнішкув Опочинського повіту Лодзинського воєводства.
Населення — 197 осіб (2011).
У 1975-1998 роках село належало до Пйотрковського воєводства.

## Демографія
Демографічна структура станом на 31 березня 2011 року:
|          | Загалом | Допрацездатний вік | Працездатний вік | Постпрацездатний вік |
| -------- | ------- | ------------------ | ---------------- | -------------------- |
| Чоловіки | 99      | 25                 | 67               | 7                    |
| Жінки    | 98      | 16                 | 51               | 31                   |
| Разом    | 197     | 41                 | 118              | 38                   |